# Wicklowbergen
Wicklowbergen (iriska: Sléibhte Chill Mhantáin) är en bergskedja på sydöstra Irland. I nord-sydlig riktning sträcker sig bergen från de södra delarna av grevskapet Dublin och genom Wicklow till Wexford. Den högsta bergstoppen är Lugnaqilla på 925 meter och den näst högsta är Mullaghcleevaun med en höjd på 847 meter. 
Wicklowbergen består till stora delar av granit. Under istiden avrundades bergens toppar och isen formade också dalar och sjöar. Naturen varierar, från torvmark, myrar och områden med hedliknande vegetation till skog. Ursprunglig skog förekommer dock ganska sparsamt, efter människans ankomst till Irland skedde en betydande avskogning, bland annat på grund av brytning av torv.
1991 avsattes en del av bergen som nationalpark. Från början omfattade parken en yta av 3 700 hektar, men senare har den utökats till att omfatta 17 000 hektar. Wicklowbergen besöks av många Dublinbor och turister för naturupplevelser och rekreation och för sina historiskt sevärda platser.

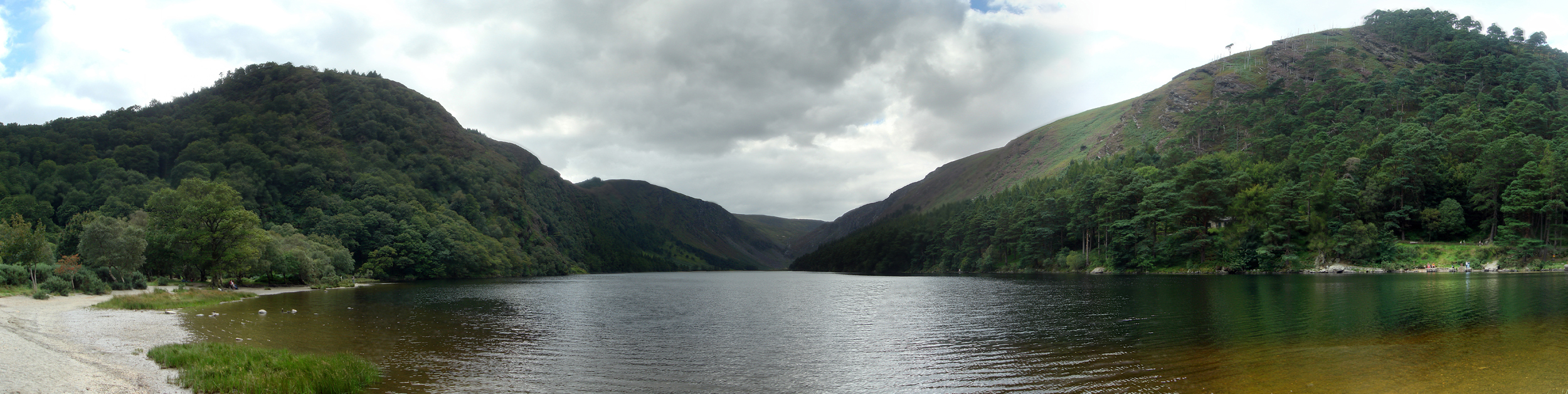
Vy över sjön Upper Lake vid Glendalough i Wicklowbergen
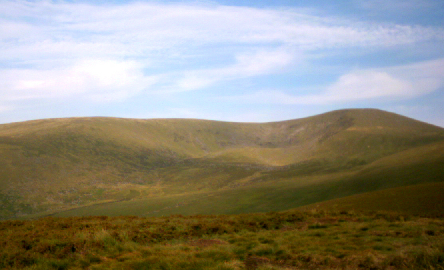
Lugnaqilla sett från Camara Hill